# Patricia A. McKillip
Patricia Ann McKillip (ur. 29 lutego 1948, zm. 6 maja 2022) – amerykańska pisarka fantasy.
Urodziła się w Salem w stanie Oregon. Trzykrotna laureatka Nagrody World Fantasy za Zapomniane bestie z Eldu, za Harfistę na wietrze (w cyklu Mistrz Zagadek) i za Ombria in Shadow, nominowana do nagrody Hugo za Harfistę na wietrze, dwukrotnie nominowana do Nebuli za Winter Rose i Wieżę w kamiennym lesie, trzykrotna laureatka Mythopoeic Award, za Something Rich and Strange, za Ombria in Shadow i za Solstice Wood. Była aktywnym członkiem w SFWA (Science Fiction Writers of America).

## Twórczość

### Mistrz zagadek
- Mistrz zagadek z Hed (The Riddle-Master of Hed, 1976) – pol. wyd. Mag, 1999
- Dziedziczka Morza i Ognia (The Heir to Sea and Fire, 1977) – pol. wyd. Mag, 2000
- Harfista na wietrze (The Harpist in the Wind, 1979) – pol. wyd. Mag, 2000

### Kyreol
- Moon-Flash (1984)
- The Moon and the Face (1985)

### Cygnet
- Czarodziejka i Strażnik (The Sorceress and the Cygnet, 1991) – pol. wyd. w Super Fantastyka Powieść nr 1/2003
- The Cygnet and the Firebird (1993)

### Inne powieści
- The Throme of Erril of Sherill (1973)
- The House on Parchment Street (1973)
- Zapomniane bestie z Eldu (The Forgotten Beasts of Eld, 1974) – Mag, 2001
- The Night Gift (1976)
- Stepping from the Shadows (1982)
- Fool's Run (1987)
- The Changeling Sea (1988)
- The Book of Atrix Wolfe (1995)
- Winter Rose (1996)
- Song for the Basilisk (1998)
- Wieża w kamiennym lesie (The Tower at Stony Wood, 2000) – Mag, 2001
- Ombria in Shadow (2002)
- In the Forests of Serre (2003)
- Alphabet of Thorn (2004)
- Od Magic (2005)
- Solstice Wood (2006)
- The Bell at Sealey Head (2008)
- The Bards at Bone Plain (2010)

### Zbiory opowiadań
- Harrowing the Dragon (2005)
- Wonders of the Invisible World (2012)
- Dreams of Distant Shores (2016)